# Mogens Blicher Bjerregård
Mogens Blicher Bjerregård (født 15. august 1957 i Gedved) er dansk journalist og var fra 1999 til 2015 formand for Dansk Journalistforbund. Siden 2013 har han desuden været formand for European Federation of Journalists.
Han har desuden haft forskellige tillidsposter, fx som bestyrelsesmedlem for Danmarks Journalisthøjskole, Akademikernes Centralorganisation og Copydan. 
Mogens Blicher Bjerregård er uddannet fra Danmarks Journalisthøjskole i Aarhus i 1984, og han har bl.a. arbejdet TV Svendborg, Dagbladet Bornholmeren og DR Bornholm.